# جوها ایلونن
جوها ایلونن (انگلیسی: Juha Ylönen؛ زادهٔ ۱۳ فوریهٔ ۱۹۷۲) بازیکن هاکی روی یخ اهل فنلاند است.
از باشگاه‌هایی که در آن بازی کرده‌است می‌توان به تمپا بی لایتنینگ و فینیکس کایوتیس اشاره کرد.